# Ropalio

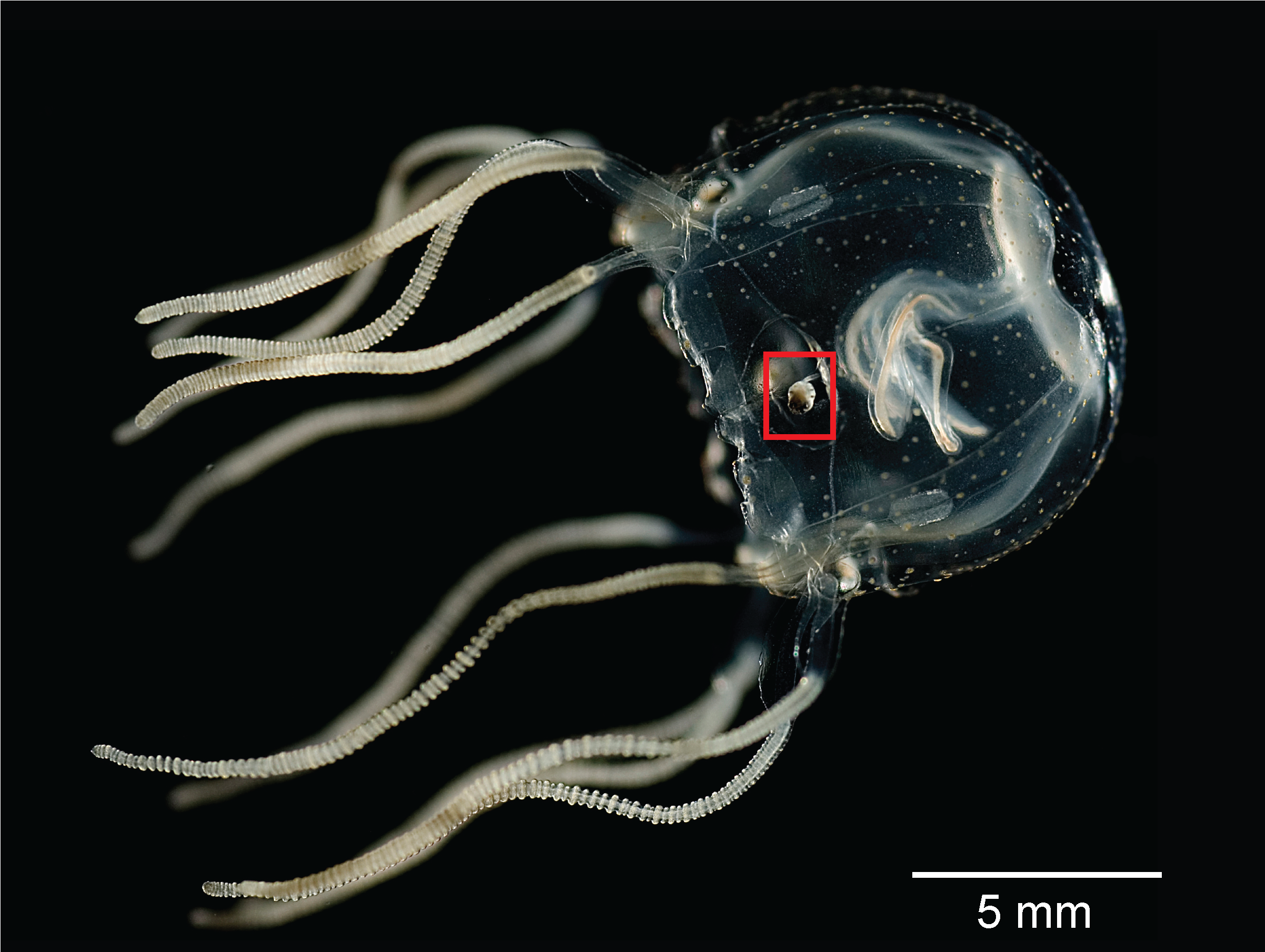
Localización de un ropalio en la medusa Tripedalia cystophora.

Los ropalios o ropalias son estructuras sensoriales en forma de pequeños tentáculos presentes en las medusas de las clases Scyphozoa y Cubozoa, que suelen localizarse en los bordes de la umbrela. Los ropalios más simples están compuestos por un estatocisto y un fotorreceptor en forma de ocelo, sensible a la intensidad lumínica.
El estatocisto es una vesícula, que contiene un elemento mineral llamado estatolito, y que proporciona a la medusa un sentido de la orientación espacial. El ocelo permite a la medusa regular la profundidad a la que se encuentra, siguiendo la intensidad de la luz.

## En la clase Scyphozoa
En las medusas de la clase Scyphozoa, los ropalios están conectados al sistema gastrovascular mediante los conductos ropalares. Además, están protegidos por un nicho sensorial, compuesto por una extensión del margen umbrelar y por las zonas laterales de los lóbulos ropalares adyacentes. En el interior y en el exterior de este nicho se encuentran depresiones, llamadas cavidades sensoriales subumbrelares y cavidades sensoriales extraumbrelares, respectivamente. Estas cavidades podrían ser sensibles a las sustancias químicas.

## En la clase Cubozoa
En las medusas de la clase Cubozoa, los ropalios se encuentran mucho más desarrollados, con lentes y con ojos complejos. Los cubozoos son capaces de utilizar esta visión desarrollada para evitar obstáculos, para orientarse utilizando señales visuales que se encuentran fuera del agua, y para coordinar movimientos fototácticos. Los ropalios de los miembros de esta clase se encuentran conectados entre sí por un anillo nervioso, que podría funcionar como un sistema nervioso central, al conectar los estímulos provenientes de los ropalios y provocar el movimiento natatorio de la medusa. La frecuencia del sistema de tejidos marcapasos (que regula las contracciones que producen el movimiento natatorio) depende de la intensidad luminosa, y permanece constante en condiciones de luminosidad constantes. En ciertas especies (como Tripedalia cystophora), se ha observado una "respuesta de evitación de obstáculos", en la cual la medusa inicia un movimiento de evitación como respuesta a un oscurecimiento repentino de su campo visual.